# Acacia oligoneura
Acacia oligoneura är en ärtväxtart som beskrevs av Ferdinand von Mueller. Acacia oligoneura ingår i släktet akacior, och familjen ärtväxter. Inga underarter finns listade i Catalogue of Life.